# Erin Mirabella
Pour les articles homonymes, voir Mirabella (homonymie).
Erin Mirabella-Veenstra, née le 18 mai 1978 à Racine dans le Wisconsin, est une coureuse cycliste américaine. Elle a été médaillée d'or de la poursuite et de la course aux points aux Jeux panaméricains de 1999. Elle a représenté les États-Unis aux Jeux olympiques de 2000 et de 2004. Elle a la particularité d'avoir détenu une médaille olympique pendant 14 mois. En effet, elle récupère la médaille de bronze obtenue par la colombienne María Luisa Calle, soupçonnée de dopage, en août 2004. Calle prouve son innocence et le CIO lui restitue sa médaille en octobre 2005 (dépouillant de ce fait Mirabella).

## Palmarès sur piste

### Jeux olympiques
- Athènes 2004
  - 4e de la course aux points
  - 10e de la poursuite

### Jeux panaméricains
- Winnipeg 1999
  - Médaillée d'or de la course aux points
  - Médaillée d'or de la poursuite

### Championnats panaméricains
- Mar del Plata 2005
  -  Médaillée d'or de la course aux points
  -  Médaillée de bronze de la poursuite

### Coupe du monde
- 1998
  - 2e de la course aux points à Cali
  - 3e de la poursuite à Cali
  - 3e de la poursuite à Victoria
- 1999
  - 1re de la poursuite à San Francisco
- 2001
  - 3e de la poursuite à Mexico
  - 3e de la course aux points à Mexico
- 2002
  - Classement général de la poursuite
  - 1re du scratch à Mexico
  - 2e du scratch à Cali
  - 2e de la poursuite à Monterrey
  - 3e de la poursuite à Cali
- 2003
  - 2e de la poursuite à Aguascalientes
- 2004
  - 1re de la course aux points à Aguascalientes
- 2004-2005
  - 1re de la course aux points à Los Angeles

### Championnats nationaux
- Championne des États-Unis de la course aux points en 2001 et 2003
- Championne des États-Unis de poursuite en 2001

## Palmarès sur route
- 2006
  - Valley of the Sun Stage Race :
    - Classement général
    - 2e étape